# Girl next door
girl next door（前稱「GIRL NEXT DOOR」），是一支日本樂隊，所屬公司是艾迴音樂，成員包括2男1女。台灣avex的官方中文藝名為「女孩次世代」。出道單曲在日本獲逾230萬次收聽率。

## 成員
- 千紗（1985年11月16日生）女，原名前川千紗，主唱。出生於兵庫縣丹波篠山市。著名泳手北島康介的妻子。
- 井上裕治（1978年10月27日生）男，負責吉他。出生於福島縣。
- 鈴木大輔（1978年9月3日生）男，負責鍵盤。出生於神奈川縣，前樂隊「近未來」（day after tomorrow）成員。

## 來歷
在以日本關西地區為主，參加舞蹈活動的主唱千紗，以有壓倒性的舞姿和魅力，吸引了艾迴的注意，帶她來到東京參加培訓。
作為艾迴音樂學院（Avex Artist Academy）的特別入校生，認識了以作曲為主的鍵盤手，前樂隊「近未來」的成員鈴木大輔。在幾次錄音之後，被艾迴公司的松浦勝人社長相中，於2008年9月配上吉他手井上裕治，正式組成GIRL NEXT DOOR出道。艾迴稱此樂隊出道為紀念公司成立20周年，並首次以公司名義作為樂隊擔當（Produced by avex trax），並稱「為此賭上公司的前途」
。
因為樂隊成員各有生涯規劃，於2013年12月8日演唱會結束後，樂隊解散。

## 作品

### 單曲
1. 《偶然の確率》（2008年9月3日）
2. 《Drive away／幸福の条件》（2008年10月8日）
3. 《情熱の代償／ESCAPE》（2008年11月12日）
4. 《Seeds of dream》（2009年4月15日）
5. 《Infinity》（2009年6月10日）
6. 《Be your wings/FRIENDSHIP/Wait for you》（2009年8月5日）
7. 《Orion》（2009年11月25日）
8. 《Freedom》 （2010年6月16日）
9. 《Ready to be a lady》 （2010年10月13日）
10. 《運命のしずく〜Destiny's star〜/星空計画》 （2010年12月22日）
11. 《Silent Scream》 （2011年3月30日）
12. 《ダダパラ!!》 （2011年9月7日）
13. 《ROCK YOUR BODY》 （2011年10月19日）
14. 《ブギウギナイト》 （2011年11月16日）
15. 《signal》 （2012年5月30日）
16. 《all my life》 （2012年9月19日）
17. 《standing for you》 （2013年2月27日）

### 專輯
1. 《GIRL NEXT DOOR》（2008年12月24日）
2. 《NEXT FUTURE》（2010年1月20日）
3. 《Destination》 （2011年4月27日）
4. 《アガルネク! 》 （2011年12月28日）
5. 《Life of Sound》 （2013年3月13日）

### 精選輯
1. 《SINGLE COLLECTION》 （2012年3月7日）
2. 《girl next door THE LAST》 （2013年11月20日）

## 引用資料
1. ↑  .   [2008-10-10]. （原始内容存档于2016-03-04）.
2. ↑  .   [2008-10-10]. （原始内容存档于2008-06-19）.
3. ↑  .   [2008-10-10]. （原始内容存档于2008-10-10）.

## 官方網站
- girl next door 官方網站 （页面存档备份，存于）（日語）
- musicJAPANplus艺人资料库 - 女孩次世代 girl next door （页面存档备份，存于） （英文）